# Franz Stahl
Franz Stahl, de son nom complet Franz Kenneth Stahl, né le 30 octobre 1962 à Washington D.C. aux États-Unis, est un guitariste américain connu pour sa participation au sein du groupe punk Scream, puis à sa collaboration avec Foo Fighters, dont le leader est Dave Grohl, ancien batteur de Scream.

## Historique
Il crée avec son frère Peter en 1981 à Alexandria en Virginie le groupe punk Scream. En 1986, Dave Grohl rejoint le groupe en tant que batteur après la sortie de leur troisième album Banging the Drum. En 1990, Grohl rejoint Nirvana et les deux frères Stahl partent à Hollywood pour former le groupe Wool jusqu'en 1996.
En 1997, Pat Smear quitte Foo Fighters et Dave Grohl pense à Stahl pour lui succéder. Celui-ci était en tournée au Japon lorsque Grohl l'invite, ce qui ne l'empêche pas d'être présent dès le lendemain pour son premier concert avec Foo Fighters au Radio City Music Hall. Il participe ensuite à la chanson Walking After You publiée en single et incluse dans la bande originale du film The X-Files, puis apparaît dans le clip de My Hero, même s'il n'a pas participé à l'enregistrement.
Il quitte le groupe en 1999, juste avant l'enregistrement de There Is Nothing Left to Lose pour différences créatives. Stahl dit toujours par la suite que le temps passé au sein de Foo Fighters sont « les deux meilleures années de sa vie ». Il est remplacé ensuite par Chris Shiflett.
De 1997 à juillet 2005, Stahl est aussi le guitariste du musicien japonais J. En 2007, il compose la musique du film One California Day.

## Matériel
Stahl est un grand fan de la Gibson Les Paul, qu'il utilise régulièrement. Dans le clip de My Hero, on le voit avec une Fender Stratocaster.

## Vie privée
Franz Stahl vit actuellement à Hollywood en Californie continuant d'écrire des chansons, mais aussi de faire des nouvelles tournées avec Scream et plus récemment avec le groupe hardcore de Boston DYS. Il écrit et compose également pour des films et la télévision.